# Gens Postúmia
La gens Postúmia (en llatí: Postumia gens) va ser una gens romana d'origen patrici, una de les més antigues de Roma. Els seus components van exercir sovint els més alts càrrecs de l'estat després de l'abolició de la monarquia.
Els cognoms més utilitzats van ser Albus i Albí (llatí: Albinus), però al començament de la República apareixen també els Megel (llatí: Megellus) i els Tubertus (llatí: Tubertus). El primer Postumi que va ser cònsol fou Publi Postumi Tubert, l'any 503 aC, només sis anys després de l'expulsió dels reis.
Regil·lensis fou un agnomen usat per la branca dels Postumis Albins, després que Aulus Postumi Albus Regil·lense derrotés els llatins a la batalla del Llac Regil. Després de la Segona Guerra Púnica apareixen els cognoms Pyrgensis, Tempsà i Tympanus.

## Els càrrecs exercits pels membres de la Gens Postúmia
- Dues dictadures: 498 aC, 431 aC.
- Dos mestratges de cavalleria: 433 aC, 327 aC.
- Set censures: 403 aC, 380 aC, 366 aC, 332 aC, 253 aC, 234 aC, 174 aC.
- Vint-i-cinc consolats: 505 aC, 503 aC, 496 aC, 466 aC, 464 aC, 457 aC, 334 aC, 321 aC, 305 aC, 294 aC, 291 aC, 262 aC, 242 aC, 234 aC, 229 aC, 215 aC, 186 aC, 180 aC, 174 aC, 173 aC, 154 aC, 151 aC, 148 aC, 110 aC, 99 aC.
- Un decemvirat el 451 aC.
- Vuit tribunats militars amb potestat consular: 432 aC, 426 aC, 414 aC, 397 aC, 394 aC, 389 aC, 381 aC (2).

## Postumi destacats

### Segle VI aC
- Publi Postumi Tubert (Publius Postumius Tubertus), cònsol l'any 505 aC i el 503 aC

### Segle V aC
- Aulus Postumi Albus Regil·lensis (Aulus Postumius Albus Regillensis), dictador el 498 aC i cònsol el 496 aC
- Espuri Postumi Albus Regil·lensis (Spurius Postumius Albus Regillensis), cònsol el 466 aC i decemvir el 451 aC
- Aulus Postumi Albus Regil·lensis (Aulus Postumius Albus Regillensis), cònsol el 464 aC
- Luci Postumi (Lucius Postumius), cònsol el 457 aC.
- Aulus Postumi Tubert (Aulus Postumius Tubertus), mestre de cavalleria el 433 aC i dictador el 431 aC
- Espuri Postumi Albus Regil·lensis (Spurius Postumius Albus Regillensis), tribú militar amb potestat consular el 432 aC
- Publi Postumi Albí Regil·lensis (Publius Postumius Albus Regillensis), tribú militar amb potestat consular el 414 aC i poc després assassinat pels seus propis soldats.
- Marc Postumi Albí Regil·lensis (Marcus Postumius Albinus Regillensis), tribú militar amb potestat consular el 426 aC, càrrec del qual va abdicar, i censor el 403 aC

### Segle IV aC
- Aulus Postumi Albí Regil·lensis (Aulus Postumius Albinus Regillensis), tribú amb potestat consular el 397 aC.
- Espuri Postumi Albí Regil·lensis (Spurius Postumius Albinus Regillensis), tribú amb potestat consolar el 394 aC
- Luci Postumi Albí Regil·lensis (Lucius Postumis Albinus Regillensis), tribú militar amb potestat consular el 389 aC i el 381 aC
- Aulus Postumi Regul (Aulus Postumius Regullus), tribú militar amb postetat consular el 381 aC
- Espuri Postumi Albí Regil·lensis (Spurius Postumius Albinus Regillensis), censor el 380 aC
- Aulus Postumi Albí Regil·lensis (Aulus Postumius Albinus Regillensis), censor el 366 aC
- Espuri Postumi Albí (Spurius Postumius Albinus), cònsol el 334 aC i el 321 aC, censor el 332 aC i mestre de cavalleria el 327 aC durant la Segona Guerra Samnita.
- Luci Postumi Megel (Lucius Postumius L. F. SP. N. Megellus), edil curul en data desconeguda. Cònsol romà per primer cop el 305 aC segons els Fasti, o el 307 aC segons els erudits. El 295 aC va ser propretor. El 294 aC cònsol per segona vegada. I per tercera vegada el 291 aC
- Luci Postumi Regul (Lucius Postumius Regullus), cònsol el 305 aC, el 294 aC i el 291 aC, també va ser censor el 253 aC

### Segle III aC
- Luci Postumi Megel (Lucius Postumius L. F. L. N. Megellus), pretor segons els Fasti, però no s'indica l'any. El 262 aC va ser cònsol i censor el 253 aC, any de la seva mort
- Luci Postumi Albí Regul (Lucius Postumius Albinus Regullus), cònsol el 262 aC
- Aulus Postumi Albí (Aulus Postumius Albinus), cònsol el 242 aC i el 229 aC
- Luci Postumi Albí (Lucius Postumius Albinus), cònsol el 234 aC i el 229 aC i censor el 234 aC

### Segle II aC
- Luci Postumi Tempsà (Lucius Postumius Tempsanus), pretor l'any 185 aC
- Espuri Postumi Albí (Spurius Postumius Albinus), cònsol el 186 aC
- Aulus Postumi Albí (Aulus Postumius Albinus Luscus), cònsol el 180 aC i censor el 174 aC
- Espuri Postumi Albí Pàulul (Spurius Postumius Albinus Paullulus), cònsol el 174 aC
- Luci Postumi Albí (Lucius Postumius Albinus), cònsol el 173 aC
- Aulus Postumi Albí (Aulus Postumius Albinus), un dels oficials de l'exèrcit d'Aemilius Paullus a Macedònia el 168 aC. Va ser enviat per Paul·le per tractar amb Perseus.[2]
- Luci Postumi Albí (Lucius Postumius Albinus), cònsol el 154 aC
- Aulus Postumi Albí (Aulus Postumius Albinus), cònsol el 151 aC
- Espuri Postumi Albí Magne (Spurius Postumius Albinus Magnus), cònsol el 148 aC
- Espuri Postumi Albí (Spurius Postumius Albinus), cònsol el 110 aC
- Aulus Postumi Albí (Aulus Postimius Albinus), propretor d'Àfrica el 110 aC

### Segle I aC
- Aulus Postumi Albí (Aulus Postumius Albinus), cònsol el 99 aC
- Aulus Postumi Albí (Aulus Postumius Albinus]), pretor el 89 aC
- Dècim Juni Brut Albí (Aulus Postumius Albinus i posteriorment, després d'ésser adoptat, Decimus Junius Brutus Albinus), almirall romà de Juli Cèsar i més tard un dels seus assassins.
- Aulus Postumi Albí (Aulus Postumius Albinus), nomenat per Juli Cèsar (Caius Julius Caesar) governador de la província de Sicília l'any 48 aC.[3]

### Segle I
- Luci Albí (Lucceius Albinus), procurador de la província de Judea del 62 al 64 i governador de Mauritania del 64 al 69

### Segle II
- Clodi Albí (Decimus Clodius Ceionius Septimius Albinus), era fill de Ceioni Postumi i d'Aurèlia Messalina, va ser governador de la Gallia Belgica i de Britania i va ser proclamat Emperador per les seves legions després de la mort de Pertinax[4]
- Juvenci Albi Ovidi (Juventinus Albius Ovidius), poeta romà, probablement del final de segle ii

## Principals Postumi sense cognom
- Marc Postumi (Marcus Postumius) va ser un magistrat romà, qüestor de Verres al govern de Sicília l'any 73 aC[5]
- Postumi (polític), pompeià destacat.

## Topònims
La importància d'aquesta gens queda reflectida amb els topònims derivats del seu nom que encara avui existeixen:
- Via Postúmia, via romana del nord d'Itàlia.
- Cova de Postúmia (Postojna, en eslovè) a Eslovènia
- el poble de Postúmia, a la regió d'Obcina Benedikt (Eslovenia)
- el poble de Postumia Levante, que pertany al municipi de Cittadella, provincia de Pàdua (Padova), a la regió del Veneto.

## Noms propis
També una santa de l'església catòlica porta el nom d'aquesta gens: Santa Postúmia (o Postiniana).